# میستیک ایلند (نیوجرسی)
میستیک ایلند (به انگلیسی: Mystic Island) یک منطقهٔ مسکونی در ایالات متحده آمریکا است که در لیتل اگ هاربر، نیوجرسی واقع شده‌است. میستیک ایلند ۱۹٫۹۴۵ کیلومتر مربع مساحت و ۸٬۴۹۳ نفر جمعیت دارد و ۱ متر بالاتر از سطح دریا واقع شده‌است.